# Krasny Kavkaz (croiseur)
Ne doit pas être confondu avec Krasny Kavkaz (destroyer).
Le Krasny Kavkaz (russe : Красный Кавказ - « Caucase rouge » en français) est un croiseur léger de la classe Admiral Nakhimov construit pour la marine soviétique pendant la Première Guerre mondiale.

## Conception et modifications
Mis sur cale le 18 octobre 1913 au chantier naval de Rossud sous le nom d'Admiral Lazarev pour la marine impériale russe en tant que croiseur de la classe Svetlana, le navire est lancé le 8 juin 1916. La construction est cependant abandonnée en 1917 lors de la révolution d'Octobre, le navire étant achevé à 63%. Dans la seconde moitié de 1918, le département de la marine de Hetman Pavlo Skoropadsky s'engage dans l'achèvement du navire. Le 25 janvier 1919, le navire est officiellement rebaptisé « Hetman Petro Dorochenko », mais Mykolaïv est capturé peu après par l'Entente. La coque étant relativement en bon état et les Soviétiques décident d'achever le navire en modifiant sa conception. Rebaptisé Krasny Kavkaz le 14 décembre 1926, le croiseur est achevé selon un design modernisé, et mis en service le 25 janvier 1932.

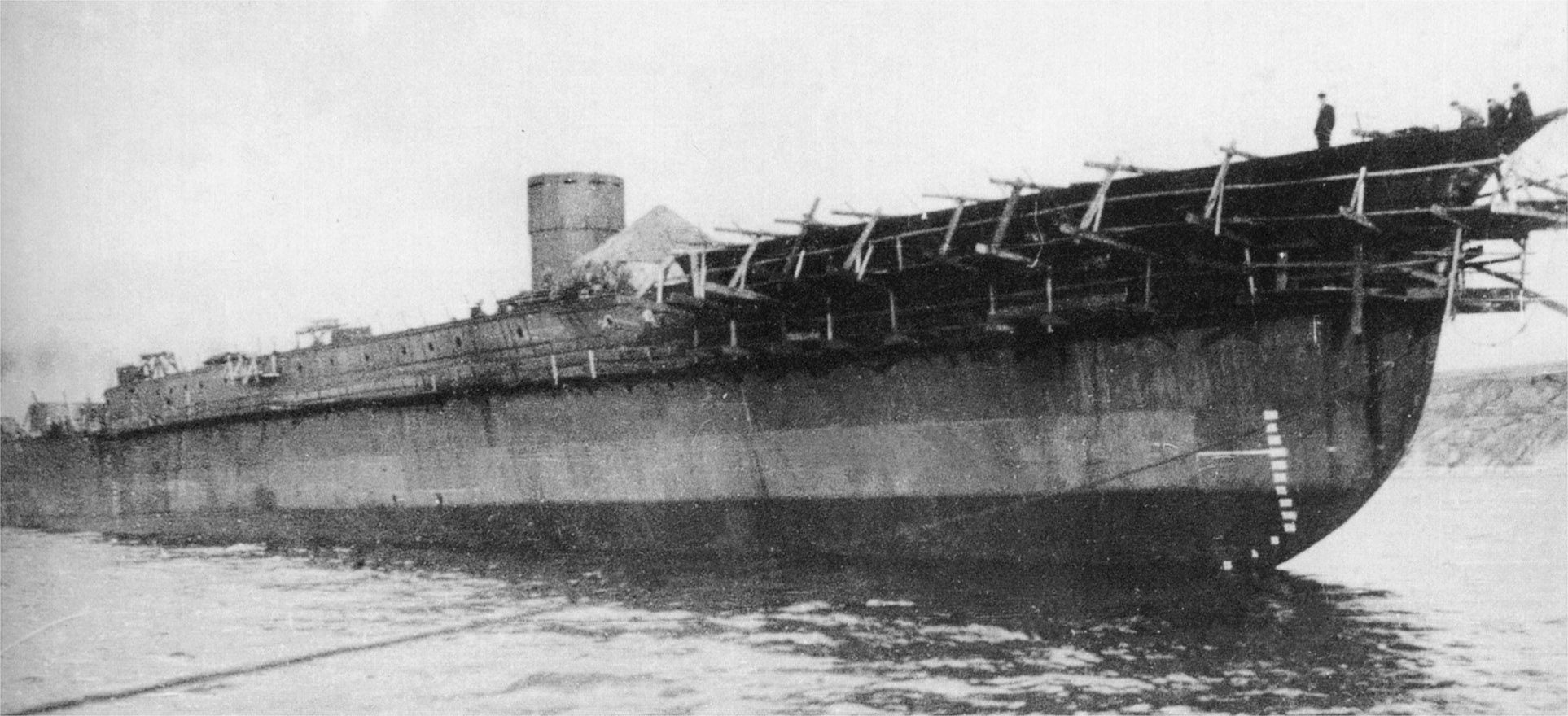
Le Krasny Kavkaz en construction au début des années 1930.

Le Krasny Kavkaz est singulier à plus d'un titre : d'abord parce que c'est un navire ancien entièrement redessiné et reconstruit, mais aussi par son armement principal définitif et la configuration de celui-ci. Il s'agissait à l’époque d’un navire affecté à la flotte du pacifique, opposé au vieil antagoniste Japonais. A l’époque, il devait faire face à la classe Furutaka (6 canons de 203 mm en tourelles simples), la configuration retenue par les Russes étant un peu inférieure. Les 180 mm étaient en effet expérimentaux, et les tourelles simples étaient une configuration plus apte aux tests. Le calibre était inférieur et les Russes avaient le désavantage d’un canon, mais ces pièces de 180 mm étaient capables d’une cadence plus rapide.
Lors de la guerre de Continuation en 1940 au cours duquel il est déployé dans la Baltique, son armement antiaérien est augmenté, passant de 4 pièces de 45 mm à 8 canons de 37 mm et 6 mitrailleuses lourdes de 12,7 mm. En 1941 pendant l'opération Barbarossa, il est endommagé par l’artillerie côtière Allemande, puis la Luftwaffe en 1942 à Touapsé, et envoyé à Poti pour réparations. Il reçoit à cette occasion les canons AA et les machines du croiseur Chervona Ukraina, perdu peu avant, et reçoit en plus quatre canons de 76,2 mm semi-automatiques 34-K, un de chaque côté de la plage arrière, près de la tourelle principale. Ses tubes lance-torpilles internes d'origine sont remplacés par quatre affûts triples de 533 mm montées de chaque côté du pont principal après le gaillard à l'avant. Un rail permettant l'apport de 120 mines est ajouté.

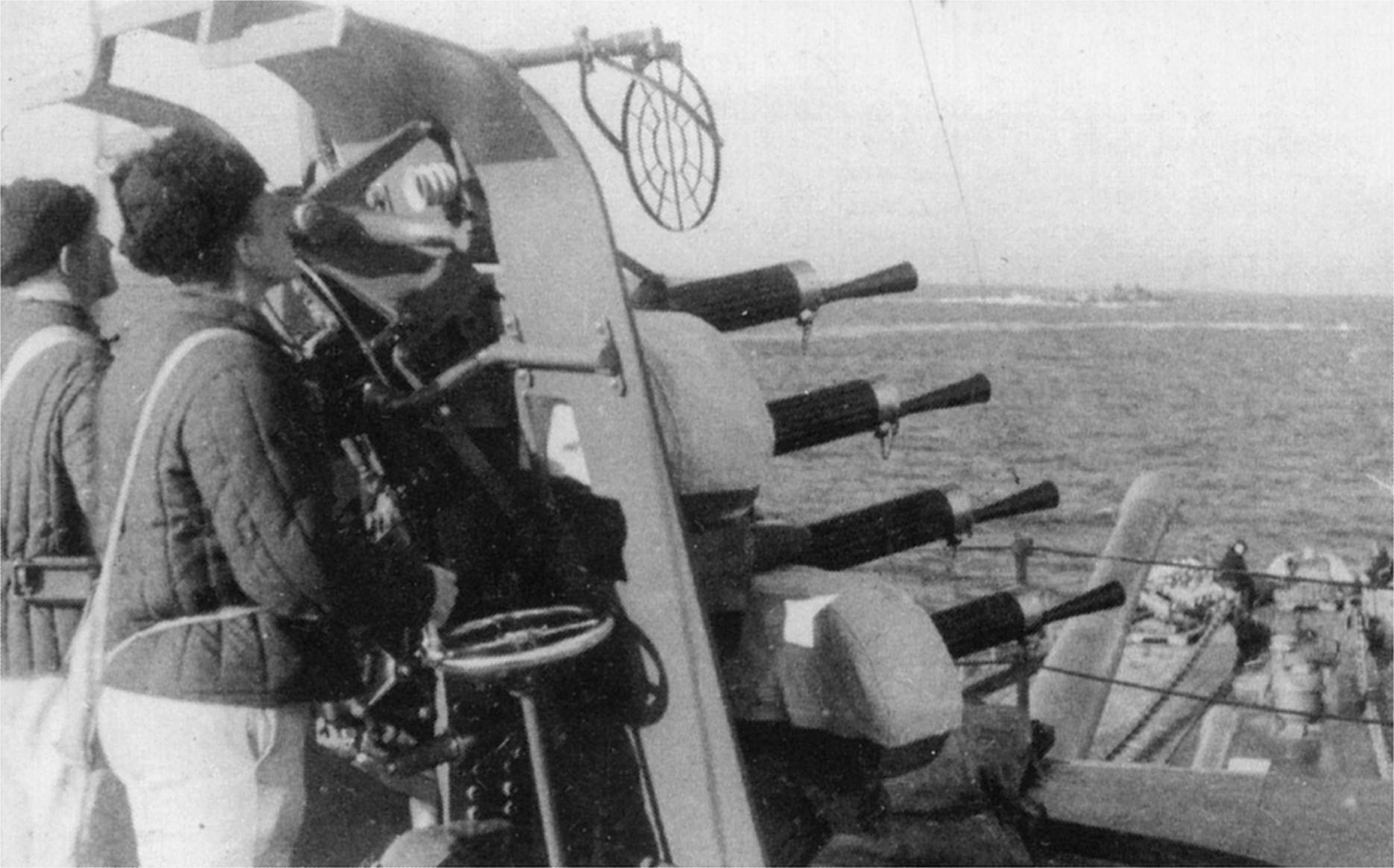
Marins manipulant les mitrailleuses de 12,7 mm à bord du croiseur pendant la Seconde Guerre mondiale.

En 1944 son armement AA est renforcé de 6 affûts doubles de 100 mm Minizini, recevant 4 canons de 37 mm AA et deux mitrailleuses de 12,7 mm supplémentaires, puis avec la suppression du hangar et de la catapulte Heinkel, de deux affûts quadruples de 12,7 mm sur ses tourelles supérieures. Il fut peut-être équipé d'un canon Oerlikon de 20 mm.

## Historique
Peu après sa mise en service en mai 1932, il entre en collision avec le croiseur léger Komintern, endommageant gravement sa proue. Celle-ci est reconstruite et augmente ainsi la longueur totale de plus de 11 mètres. En 1933, il mène des visites de ports en Turquie, en Grèce et en Italie.

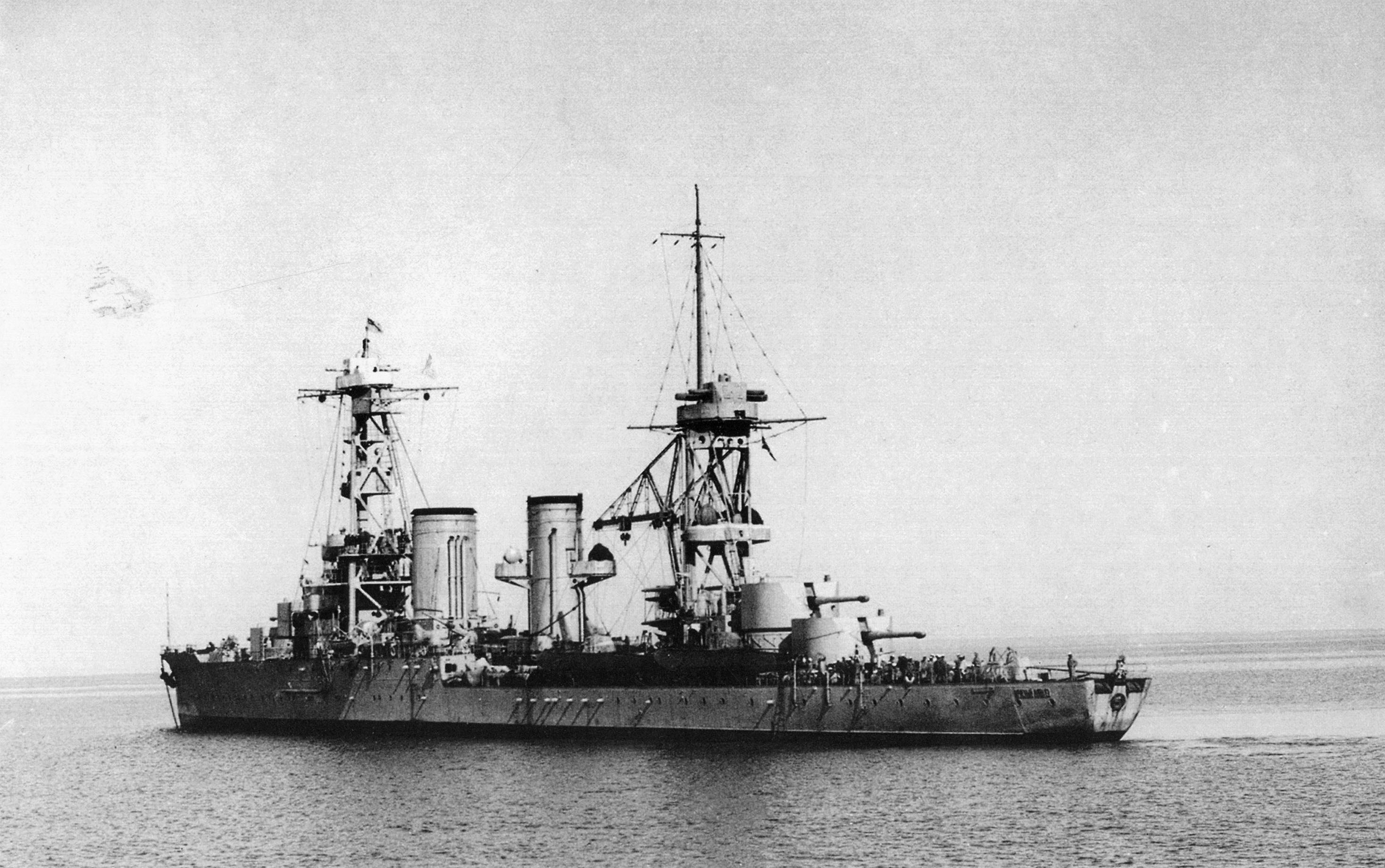
Le navire au milieu des années 1930.

Lorsque la Seconde Guerre mondiale éclate, il est déployé en mer Baltique pour la campagne de Finlande. Lors de l'opération Barbarossa, le Krasnyi Kavkaz, en compagnie des croiseurs Chervona Ukraina, Komintern et un certain nombre de destroyers, fixe un barrage défensif protégeant la base de la flotte de la mer Noire à Sébastopol le 22 juin 1941. Il fournit le support de feu aux forces soviétiques défendant Odessa et escorte des convois transportant la 157e division de Fusillés à Odessa pendant le mois de septembre 1941. Il transporte aussi un bataillon du 3e Régiment marins de Sebastopol dans un assaut amphibie réussi derrière des lignes roumaines pour détruire des batteries côtières roumaines près de Fontanka et Dofinovka. Les 3-6 octobre, le croiseur escorte des convois évacuant la 157e division de Fusillés d'Odessa vers Sevastopol, escortant le convoi d'évacuation final pendant la nuit du 15-16 octobre.
Pendant le siège de Sebastopol, il fournit le tir de couverture pour les troupes évacuées venant de Crimée à Sebastopol et fait venir des renforts des ports du Caucase. Le Krasny Kavkaz aide ensuite aux transport de la 388e Division de Fusillés de Novorossiïsk et Touapsé vers Sebastopol entre le 7 et 13 décembre, et la 354e Division de Fusillés entre le 21 et 22 décembre, bombardant des positions allemandes entre-temps.
Pendant l'opération Kerch-Feodosiya, le croiseur rejoint le port de Théodosie le 29 décembre 1941 et débarque des renforts tout en fournissant le support de feu aux troupes soviétiques déjà à terre. Lors de l'opération, il est frappé dix-sept fois par l'artillerie allemande. Du 1er au 3 janvier 1942, il transporte des vivres et des renforts pour la tête de pont soviétique dans la péninsule de Kertch. Au voyage de retour, il est sévèrement endommagé par des Junkers Ju 87 stuka de la II./STG 77. Quatre tirs près de sa poupe endommagent sa direction, son puits de propulseur gauche, arrache un propulseur et troue sa coque causant un début d'inondation. Malgré cela, le navire rejoint Novorossiïsk, escorté par le destroyer Sposobnyi, puis entame un voyage vers Poti où des réparations plus permanentes seront menées. Celles-ci sont effectuées jusqu'à octobre 1942 et l'occasion est prise pour renforcer son armement antiaérien.
On lui attribue le titre de Garde le 3 avril en reconnaissance de ses performances. Entre le 20 et 23 octobre, le Krasnyi Kavkaz, son sister-ship Krasny Krym et trois destroyers transportent 12 600 hommes des 8e, 9e et 10e Brigades de Fusillés de Gardes de Poti à Tuapse pour renforcer les défenses. Dans la nuit du 4 février 1943, les Soviétiques effectuent une série de débarquements amphibies à l'ouest de Novorossiysk, derrière les lignes allemandes. Les Krasny Krym, Krasny Kavkaz et trois destroyers fournissent un appui-feu pour le débarquement principal, mais les troupes soviétiques sont anéanties le 6 février, bien qu'un débarquement secondaire ait eu du succès. La perte de trois destroyers essayant de retarder l'évacuation allemande de la tête de pont Taman le 6 octobre 1943 provoque l'interdiction de Staline le déploiement de grandes unités navales sans sa permission formelle. Ceci signifia la fin de la participation active du croiseur Krasnyi Kavkaz dans la guerre.
Il survit à la guerre et après de nouveaux travaux pour en faire un navire-école, sert comme tel à partir de 1947, jusqu'en 1956, où il est utilisé comme navire cible pour les tests des missiles mer-mer SS-N-1 Scrubber (en) et sombre en moins de 3 minutes à une vingtaine de kilomètres au large de la Crimée le 21 novembre 1952.

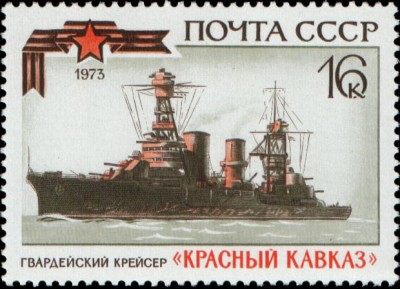
Timbre soviétique à l’effigie du Krasny Kavkaz (1973).